# Unitatis Redintegratio
Unitatis Redintegratio ( « Rétablissement de l'unité » en latin) est le décret du concile Vatican II sur l'œcuménisme. Voté à 2 137 voix contre 11, ce décret a été promulgué par Paul VI le 21 novembre 1964.

## Contexte

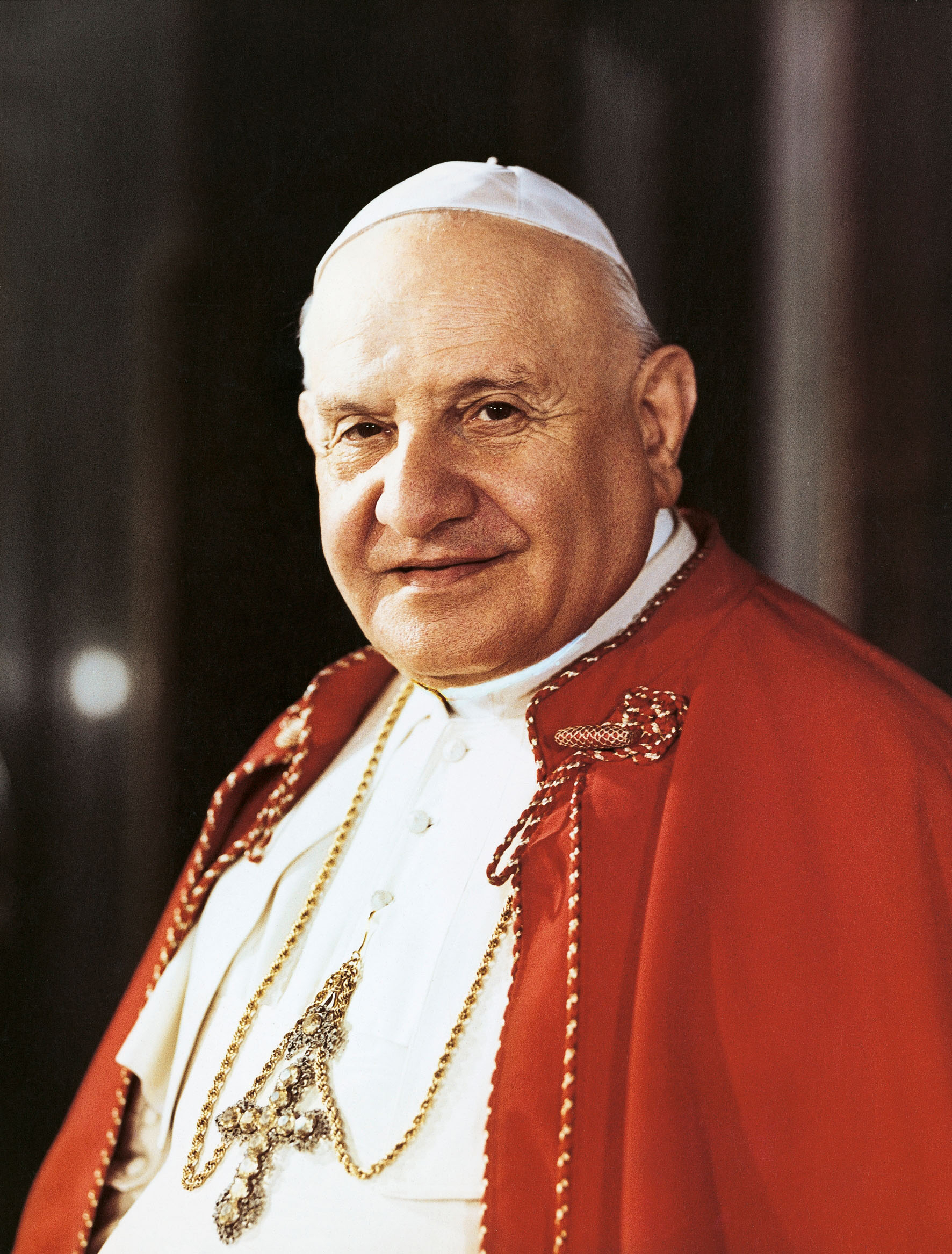
Le pape Jean XXIII

Le pape Paul VI

Lorsqu'il convoque le concile Vatican II, le pape Jean XXIII lui demande de travailler à l'unité des chrétiens. Des observateurs d'autres confessions y seront présents. En 1960, le Secrétariat pour l'unité des chrétiens est créé.
Une « Note sur la restauration de l'Unité chrétienne à	l'occasion du prochain Concile » préparatoire est publiée en 1959. Elle pointe ce que le concile doit éviter, note la situation actuelle et formule des propositions.

## Contenu

### Introduction
Le concile Vatican II a notamment pour but de promouvoir l'unité des chrétiens. Les divisions des chrétiens sont l'objet de scandale pour le monde et cette division s'oppose à la volonté du Christ et à la prédication de l'Évangile. Le mouvement œcuménique est une aspiration légitime pour une Église unie de tous les chrétiens.
Le décret affirme que l'unité des chrétiens a été voulue par Dieu lui-même. C'est le sens de Jn 17, 21.

### Principes catholiques de l'œcuménisme
Ut unum sint (« qu'ils soient un ») : le Nouveau Testament exige l'unité pour répandre la bonne nouvelle. Comme il n'y a qu'un seul corps et un seul esprit, tous deviennent un dans le Christ par le baptême dans une seule Église.
Les schismes et les scissions sont condamnés par Paul dans les épîtres aux Corinthiens. Les différences doctrinales et hiérarchiques n'empêchent pas la fraternité baptismale et eucharistique des catholiques, orthodoxes et protestants en Orient et en Occident.
Étant donné que, sous le souffle de la grâce de l’Esprit saint, beaucoup d’efforts s’accomplissent par la prière, la parole et l’action pour arriver à la plénitude de l’unité voulue par Jésus Christ, le saint Concile exhorte tous les catholiques à reconnaître les signes des temps et à prendre une part active à l’effort œcuménique. La charité et la sollicitude sont aussi encouragées. Le dialogue permet la compréhension et l'estime entre communautés. Il faut aussi reconnaître la catholicité du patrimoine commun entre catholiques, orthodoxes et anglicans.

### La pratique de l'œcuménisme
Le besoin de parvenir à l'unité implique une rénovation de l'Église, ce qui a une grande valeur œcuménique. L'œcuménisme amène nécessairement une conversion du cœur et requiert la prière en commun. Ne pas accomplir l'unité veut aussi dire de ne pas reconnaitre ses péchés (cf. 1 Jn 1, 10).
Une autre exigence de l'œcuménisme est la reconnaissance de l'histoire, de la culture et de l'état des frères séparés. La théologie et la formation du clergé doivent aller dans ce sens. L'explication de la foi catholique doit être profonde et ordonnée, et surtout accessible au langage des frères séparés.
Par la collaboration œcuménique, l'union des chrétiens est déjà exprimée et peut servir comme remède aux maux contemporains comme la pauvreté, la misère et l'absence de logements.

### Églises et communautés ecclésiales séparées du siège apostolique romain
Il y a eu des divisions en Orient à la suite du concile de Chalcédoine et du concile d'Éphèse, puis vint le grand schisme en 1054.
En Occident, la Réforme protestante a créé des communions nationales et confessionnelles sur des questions doctrinales plus sérieuses. La Communion anglicane est la plus catholique des Églises réformées.

### Les Églises et communautés ecclésiales séparées en Orient
L'Orient a des Églises particulières qui conservent leurs rites liturgiques honorables. Le message oriental mérite la considération universelle.
L'Orient a une grande richesse spirituelle qui s'exprime notamment par les hymnes, la tradition sainte et le monachisme. Une longue succession apostolique est respectée et les orientaux communient dans la concélébration de l'Eucharistie dans un vrai sacerdoce.
Les règles particulières des Églises d'orient ne sont pas en conflit avec l'Église de Rome. Leur diversité culturelle est héritière des Pères de l'Église. Le concile recommande aux catholiques romains d'établir des relations avec les orientaux établis en Occident.

### Les Églises et communautés ecclésiales séparées en Occident
Les différences entre l'Église catholique et les Églises protestantes sont importantes. La croyance en Jésus Christ est cependant commune. Le rôle des Saintes Écritures est important, mais il existe une différence sur le lien entre Église et Écritures. Seul le sacrement du baptême est commun. Ils reçoivent des grâces et leur foi au Christ produit des fruits

### Conclusion
Le zèle imprudent peut nuire à l'unité. L'œcuménisme doit être d'une sincère apostolicité. La progression de l'unité peut réconcilier tous les frères dans une même Église. Cependant, ce grand projet est au-delà des possibilités humaines et doit être remis envers les espoirs de la providence.

## Importance
Unitatis Redintegratio opère un changement de forme important. Les termes « hérétiques » ou « schismatiques » ne doivent plus être utilisés, au profit de « frères séparés ». L'Église reconnaît que les fautes responsables des scissions au cours de l'histoire ont pu être commises par des catholiques. Elle considère que le mouvement œcuménique est inspiré par l'Esprit saint.
Le décret distingue les Églises orthodoxes, jugées plus proches en raison des sacrements et de la succession apostolique, et les Églises protestantes.

## Suites
En 1965 a lieu la levée réciproque des excommunications entre catholiques et orthodoxes.
Des dialogues bilatéraux entre l'Église catholique et treize Églises différentes sont mis en place.
Jean-Paul II publie l'encyclique Ut unum sint en 1995 dans laquelle il réaffirme l'engagement œcuménique et considère qu'il est irréversible.